# Baldassarre de Caro
Pour les articles homonymes, voir De Caro.
Baldassarre de Caro (Naples, 1689 - 1750) est un peintre italien  de natures mortes, principalement de gibier tué à la chasse, mais aussi de fleurs. L'humeur de ses peintures est souvent morbide.

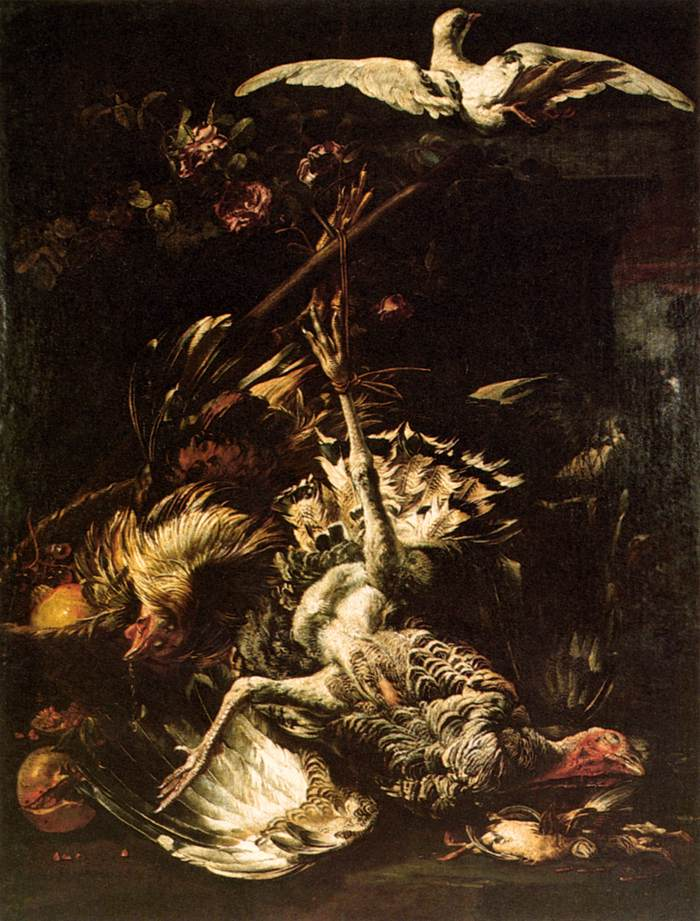
Dinde morte, fruits et vol de pigeon

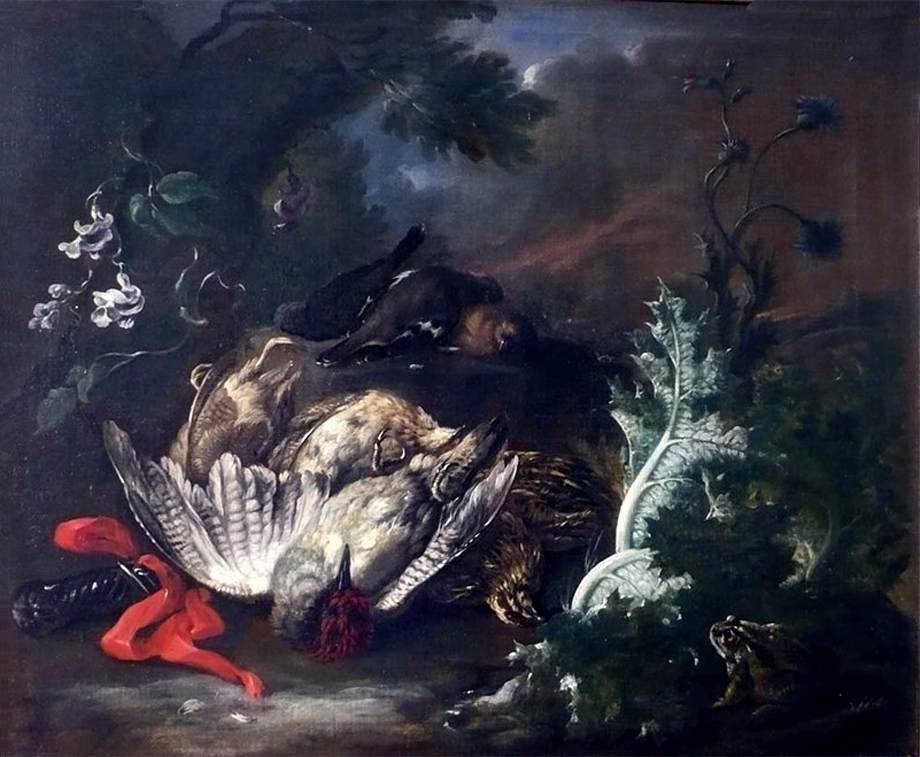
Jeu de mort

## Biographie
Selon le biographe Bernardo de Dominici, Baldassarre de Caro est un élève d'Andrea Belvedere, et a été formé aux côtés de Tommaso Realfonso, Gaspare Lopez, Gaetano d'Alteriis, et Nicola Casissa. À l'époque un groupe de peintres à Naples s'était spécialisé  dans les natures mortes parmi lesquels se démarquèrent  Paolo Porpora,  Nicola Casissa (mort en 1731) et Giovanni Battista Ruoppolo. 
De Caro a aussi été influencé par les  peintres espagnols Bodegones et Flamands, dont Frans Snyders, David de Koninck, Jan Fyt et  Abraham Brueghel.
De Caro a la faveur des Bourbons à la cour de Naples. 
Ses fils Giuseppe et Lorenzo (à ne pas confondre avec le plus connu Lorenzo de Caro) sont aussi des peintres. 

## Sources
- (it) Roberto Middione, « DE CARO, Baldassarre in "Dizionario Biografico" », sur www.treccani.it, 1987 (consulté le 31 mai 2018).
- Maria Carmela Masi, La ricostruzione della quadreria del Real Casino di Carditello. Il trionfo della natura morte nel Settecento dans Carditello Ritrovato: Siti Reali e territorio n. 2 e 3: storia restauro valorizzazione, les Roms, Artemide, 2014  (ISBN 9788875751623)